# Diocesi di Zapara
La diocesi di Zapara (in latino: Dioecesis Zaparena) è una sede soppressa del patriarcato di Costantinopoli e una sede titolare della Chiesa cattolica.

## Storia
Zapara è un'antica sede vescovile greca della provincia romana di Macedonia nella diocesi civile omonima, suffraganea dell'arcidiocesi di Tessalonica. Le Quien e Farlati collocano la sede Zapparensis o Zapparenae nella vicina provincia romana della Dardania.
Unico vescovo noto di questa sede è Sabiniano (che alcune fonti chiamano Fabiano) attestato nel 553. Si rifiutò di presentarsi al concilio ecumenico che si stava celebrando in quell'anno a Costantinopoli. I padri conciliari incaricarono Anatolio, vescovo di Cime, e l'ekdikos Pietro di convincerlo a recarsi al concilio, ma la loro missione fallì.
Dal 1925 Zapara è annoverata tra le sedi vescovili titolari della Chiesa cattolica; la sede è vacante dal 3 giugno 1976.

## Cronotassi

### Vescovi greci
- Sabiniano † (menzionato nel 553)

### Vescovi titolari
- Pacifico Giulio Vanni, O.F.M. † (14 giugno 1932 - 11 aprile 1946 nominato arcivescovo di Xi'an)
- Hubert Michael Newell † (2 agosto 1947 - 8 novembre 1951 succeduto vescovo di Cheyenne)
- Ernesto Corripio y Ahumada † (27 dicembre 1952 - 25 febbraio 1956 nominato vescovo di Ciudad Victoria-Tamaulipas)
- Juan Nicolasora Nilmar † (20 febbraio 1959 - 3 giugno 1976 nominato vescovo di Kalibo)